# Zpívající fontána (Praha)

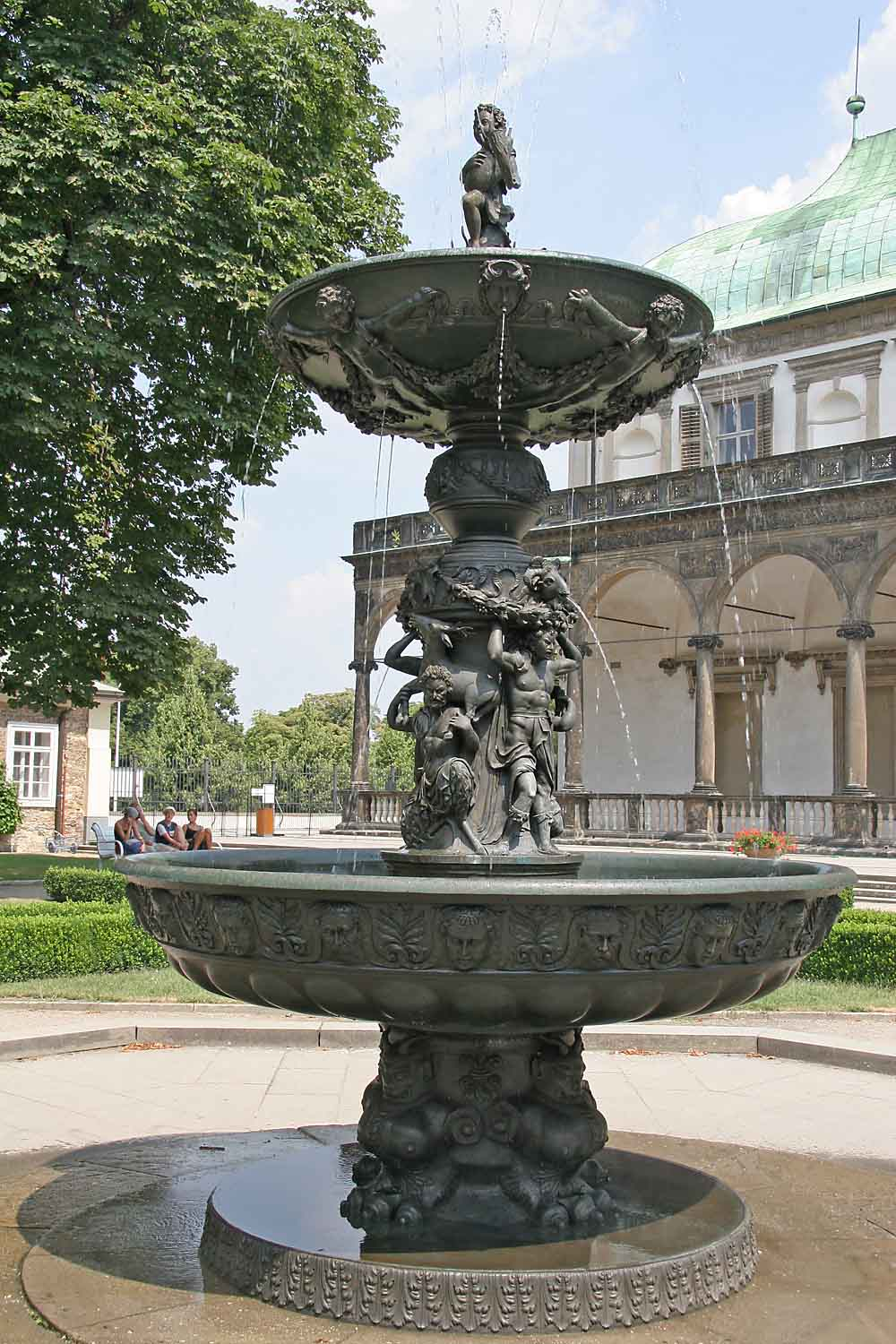
Zpívající fontána

Zpívající fontána se nachází v Královské zahradě v Praze na Pražském hradě. Přesněji je umístěna v „giardinettu“, které se nachází před Letohrádkem královny Anny. Jde o vrcholné dílo pražského kovolijce Tomáše Jaroše z Brna.

## Výroba fontány
Fontánu si objednal císař Ferdinand I. Habsburský v roce 1562. Návrh vytvořil italský sochař a malíř Francesco Terzi. Podle jeho nákresů pořídil řezbář Hanuš Peysser dřevěný model. Výrobou formy a odlitím byl pověřen přední pražský zvonař a kovolijec Tomáš Jaroš z Brna. Kvůli finančním neshodám i nedostatku materiálu se výroba protahovala, takže císař Ferdinand r. 1564 zemřel, aniž se dožil dokončení díla.
Jednotlivé figury pro formu vytvářel mistr Vavřinec Křička z Bítyšky, cizelérskými pracemi byl pověřen Wolf Hofprugger. Fontána byla pod vedením Tomáše Jaroše odlita a osazena r. 1568. Protože Tomáš Jaroš posléze odešel do Košic, dokončovacími pracemi (roury pro přívod vody) byl pověřen Hofprugger, který se po Jarošově smrti r. 1571 stal hlavním královským puškařem. Voda do fontány byla přivedena až v r. 1574. V okolí fontány byly už v 60. letech 16. století vysázeny první tulipány ve střední Evropě.

## Popis fontány
Jedná se o renesanční fontánu, vážící 5121 kg. Je vyrobena z měkkého bronzu (94 % mědi, 6 % cínu). Fontánu tvoří dvě nad sebou umístěné mušlovité nádrže, spojené silným sloupem. Dřík sloupu je bohatě zdoben figurálními motivy bájných postav, vrchol fontány je zakončen soškou dudáka. Původně nad ním býval ještě dvouhlavý orel. Jako zpívající se označuje proto, že voda dopadající na bronzový disk vytváří zvuk. Pokud člověk přiloží ucho zespodu bronzové mísy, měl by zaslechnout resonanci v oblasti tónu „a“. Zvuk dopadající vody připomíná velmi vzdálené zvonění všech pražských zvonů.
| „                 | [1603] V poslední zahradě je bronzová fontána, která vyhrává jako na dudy; voda, jež tryská na jejím vrcholu, padá do nádrže tak uměřeně, že vyluzuje harmonický zvuk podobný hlasu toho nástroje. | “ |
| — Pierre Bergeron | |   |

## Zajímavost
Fontána je zmíněna v písničce Praha 1581 na albu Malé písně do tmy od Bratrů Ebenů.